# HLB 429
De HLB 429 is een vijfdelig elektrisch treinstel van het Stadler type FLIRT met lagevloerdeel voor het regionaal personenvervoer van de Hessische Landesbahn GmbH (HLB).

## Geschiedenis
Het treinstel werd in 2008 besteld voor het regionaal personenvervoer van spoorlijn van het Main-Lahn-Sieg net in westelijk deel van Hessen. Het treinstel werd ontwikkeld en gebouwd door Stadler Rail te Berlin-Pankow (Duitsland). Het acroniem FLIRT staat voor Flinker Leichter Innovativer Regional-Triebzug.

## Constructie en techniek
Het treinstel is opgebouwd uit een aluminium frame. Het treinstel is uitgerust met luchtvering. Er kunnen tot drie eenheden gekoppeld worden.

## Treindiensten
De treindienst wordt door Hessische Landesbahn GmbH (HLB) sinds 12 december 2010 tot 10 december 2023 ingezet op de volgende trajecten:
- RB 30: Frankfurt Hbf (samen met RE 40/99) - (splitsen in) Gießen - Marburg
- RE 40/99: Frankfurt Hbf - Friedberg - Gießen - Wetzlar - Dillenburg - Haiger -Siegen